# Koutsopódi
Koutsopódi (Koutsopodi) är en ort i Grekland.   Den ligger i prefekturen Nomós Argolídos och regionen Peloponnesos, i den södra delen av landet, 90 km väster om huvudstaden Aten. Koutsopódi ligger 65 meter över havet och antalet invånare är 1 857.
Terrängen runt Koutsopódi är kuperad åt nordväst, men åt sydost är den platt. Runt Koutsopódi är det ganska tätbefolkat, med 160 invånare per kvadratkilometer. Närmaste större samhälle är Argos, 5,9 km söder om Koutsopódi. 